# Camille Dollfus
Pour les articles homonymes, voir Dollfus.
Camille Dollfus (28 mai 1826 à Mulhouse - 5 décembre 1906 à Houeillès) est un homme politique français.

## Biographie
Fils de Mathieu Dollfus et petit-fils de Nicolas Koechlin, il s'orienta vers la carrière diplomatique.
Premier secrétaire d'ambassade, il est élu député de Lot-et-Garonne au Corps législatif, comme candidat officiel, le 31 mai 1863.
Gendre du baron Haussmann, Dollfus siégea dans la majorité dynastique, et fut réélu, le 24 mai 1869.
La révolution de septembre 1870 mit fin à sa carrière politique.
Candidat bonapartiste aux élections générales du 20 février 1876, dans l'arrondissement d'Agen, il échoua. Il  ne fut pas plus heureux aux élections qui suivirent la dissolution de la Chambre par le ministère du 16 mai.
Il était maire de Houeillès et conseiller général de Lot-et-Garonne.

## Sources
- « Camille Dollfus », dans Adolphe Robert et Gaston Cougny, Dictionnaire des parlementaires français, Edgar Bourloton, 1889-1891 [détail de l’édition]